# روي سميث (لاعب كرة قدم أمريكية)
روي سميث (بالإنجليزية: Roy Smith)‏ هو لاعب كرة قدم أمريكية ولاعب كرة قدم كندية أمريكي، ولد في 1928 في نوكسفيل في الولايات المتحدة.

## وصلات خارجية
- روي سميث على موقع JustSportsStats.com (الإنجليزية)